# Institut régional d'administration de Nantes
 (mars 2020).
L'Institut régional d'administration (IRA) de Nantes est un établissement public administratif fondé en 1972. Il participe comme les 4 autres IRA à la formation des cadres catégorie A et A+ de la haute fonction publique de l'État. Assurant une formation initiale et de la formation continue, il prépare notamment les lauréats du concours d'accès aux IRA aux fonctions d'attaché d'administration de l'État.

## Promotions
Chaque année, en début de scolarité, les élèves-stagiaires choisissent le nom de leur promotion.
- 1998-1999 : édit de Nantes
- 1999-2000 : Jules Verne
- 2000-2001 : Victor Schoelcher
- 2001-2002 : Théodore Monod
- 2002-2003 : Léopold Sedar Senghor
- 2003-2004 : George Sand
- 2004-2005 : Vaclav Havel
- 2005-2006 : Nelson Mandela
- 2006-2007 : Hannah Arendt
- 2007-2008 : Jacques Delors
- 2008-2009 : Olympe de Gouges
- 2009-2010 : Gaston Monnerville
- 2010-2011 : Julie-Victoire Daubié
- 2011-2012 : Rosa Parks
- 2012-2013 : Aristide Briand
- 2013-2014 : Albert Camus - Emmanuel Potier
- 2014-2015 : Joséphine Baker
- 2015-2016 : Martin Luther King
- 2016-2017 : Marianne
- 2017-2018 : Jeannette Guyot
- 2018-2019 : La Mulâtresse Solitude
- 2019-2 : Michel Serres
- 2020-1 : Agnès Varda
- 2020-2 : Raphaël Élizé
- 2021-1 : Persévérance
- 2021-2 : Odyssée
- 2022-1 : Hubertine Auclert
- 2022-2 : Belem
- 2023-1 : Jeanne Barret
- 2023-2 : Nadia Murad[2]
- 2024 : Olga Bancic
- 2025 : Pauline Kergomard

## Postes offerts à l'issue de la scolarité
L'IRA de Nantes couvre en priorité l'Île-de-France, la Nouvelle-Aquitaine, les Pays de la Loire, la Bretagne et le Centre-Val-de-Loire. Des postes extérieurs à ces régions, notamment en outre-mer, peuvent être pourvus lors de discussions entre les directeurs d'IRA et le Ministère de la Fonction publique.

## Accessibilité
L'IRA est desservi par la station Recteur Schmitt de la ligne 2 du tramway de Nantes.